# 3701 Purkyně
A 3701 Purkyně (ideiglenes jelöléssel 1985 DW) a Naprendszer kisbolygóövében található aszteroida. Antonín Mrkos fedezte fel 1985. február 20-án.